# Tandem (Fahrrad)

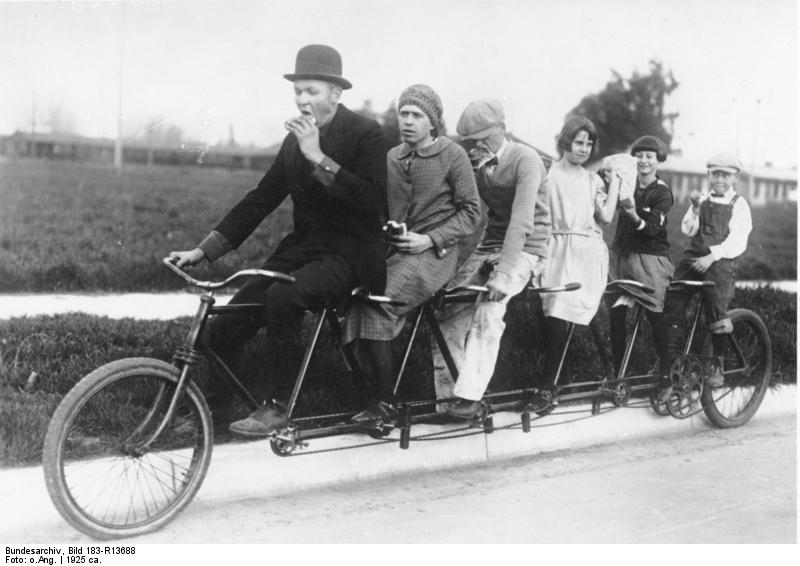
Ein Familientandem für sechs Personen von 1925

Ein Tandem ist ein Fahrrad, das Platz für zwei oder mehr Personen bietet. Der Lenkende wird oft Pilot oder Kapitän (engl. Captain) genannt. Der Beifahrer wird auch wie im Englischen als Stoker bezeichnet (womit ansonsten der Heizer einer Dampflokomotive gemeint ist). Auf den meisten Tandems sitzen zwei Personen in üblicher Fahrposition hintereinander, auf Sonderkonstruktionen auch sitzend/liegend, vorwärts/rückwärts oder nebeneinander.

Tandem-Diamantrahmen mit aussteifendem Diagonalrohr

Tandems erreichen in der Ebene eine höhere Geschwindigkeit als einzelne Fahrräder, da sich die Antriebskraft verdoppelt, während Luft- und Rollwiderstand sich nur mäßig erhöhen.
Auf Reisen ist eine höhere Tagesleistung erreichbar und unterschiedlich leistungsfähige Fahrer können ohne Einschränkungen gemeinsam unterwegs sein. Die Kraftverteilung auf beide Fahrer ist beliebig und die Steuerung wird alleine vom Kapitän übernommen, so dass ein Tandem auch eingeschränkt leistungsfähigen sowie auch blinden und sehbehinderten Menschen das Radfahren als Stoker ermöglicht. Die Kommunikation während der Fahrt ist auf einem Tandem leichter möglich als auf zwei hintereinander fahrenden einzelnen Fahrrädern, spricht der Pilot nur nach vorne, wird er vom Stoker schlechter gehört als umgekehrt.

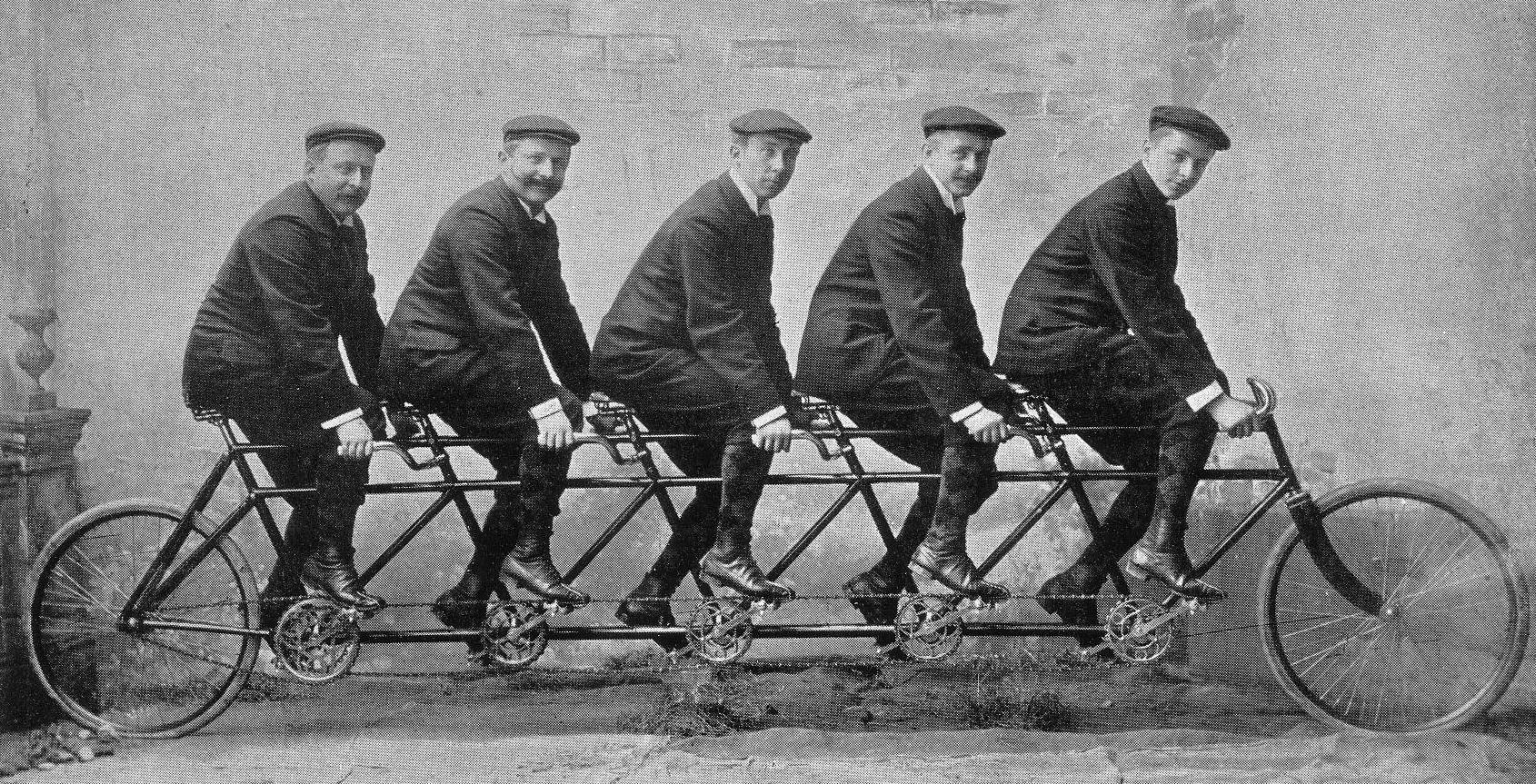
Gebrüder Opel auf einem „Quintuplet“ (ca. 1900)

## Bauformen

### Konventionelles Tandem
Ein Tandemrad besteht aus einem speziellen Fahrradrahmen mit einem zweiten Sitzrohr und einem weiteren Tretlager. Meist verläuft zur Versteifung ein Rohr vom Steuerrohr zum hinteren Innenlager (Tretlager). Wenn wie bei einem Mixte-Rahmen eine Doppelstrebe vom Steuerrohr des hinteren Fahrers zu den hinteren Ausfallenden geführt wird, kann das hintere Oberrohr entfallen.
Das Vorderrad wird gelenkt und das Hinterrad angetrieben.
Durch die Baulänge eines Tandems verringert sich die Wendigkeit. Wenn einer der beiden Fahrer kleiner und leichter ist als der andere, so wird es diesem oft schwerfallen, das Tandem zu steuern. Sitzt er hinten, so ist ihm jedoch der Blick nach vorne durch den Rücken des größeren Fahrers verstellt. Für einen deutlich kleineren Mitfahrer ist daher die Sitzposition eines Stufentandems oder Liegeradtandems oft angenehmer.

### Liegeradtandem
Wie bei gewöhnlichen Liegerädern sitzen beide Fahrer mehr oder weniger waagerecht auf bequemen Sitzen, oft ähnlich einem Liegestuhl.

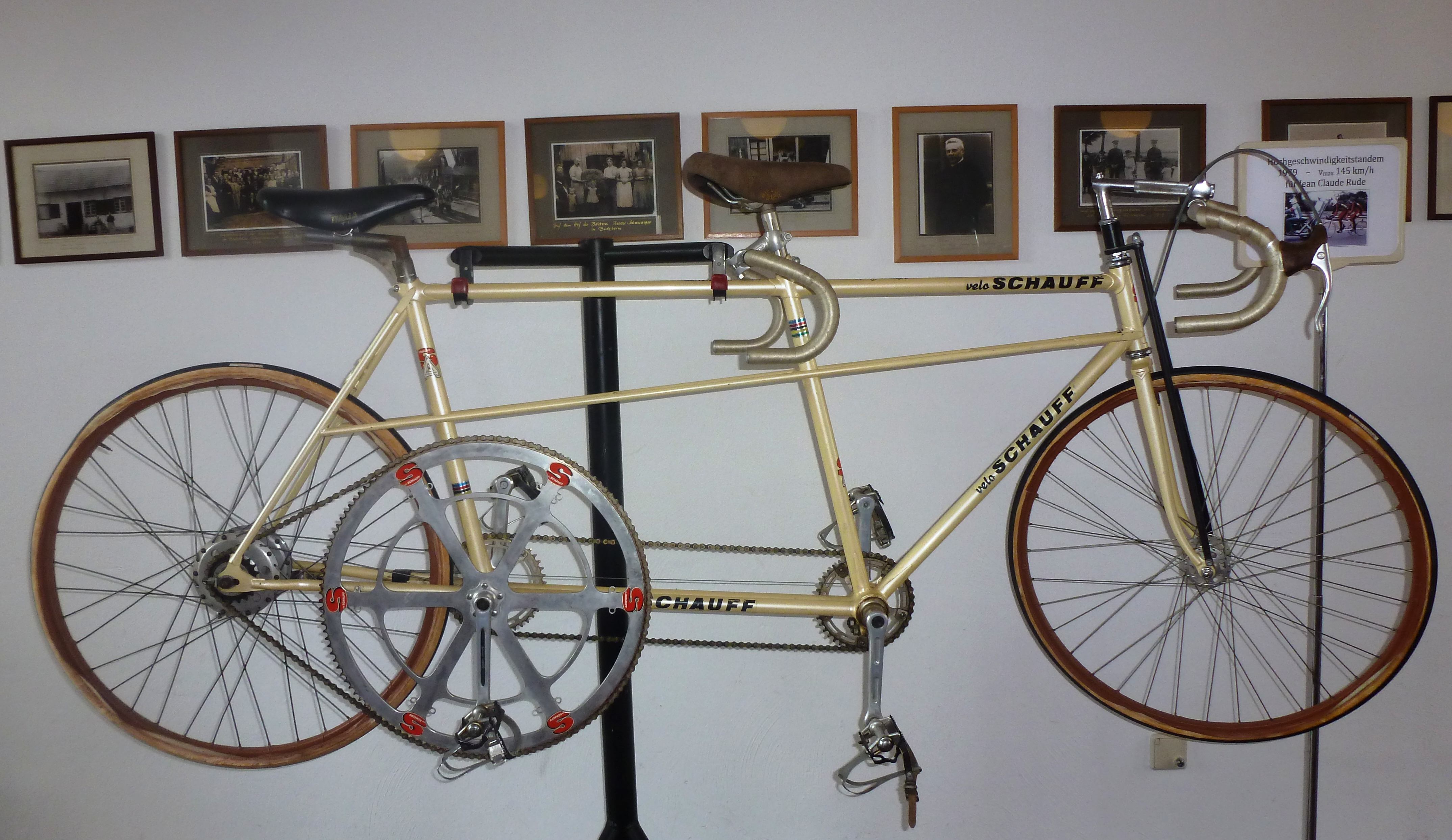
Hochgeschwindigkeitstandem des französischen Rekordfahrers Jean-Claude Rude

### Stufentandem
Das Stufentandem ist die kompakte Kombination eines Liegerads vorn und einer gewöhnlichen aufrechten Fahrradkonstruktion hinten. Der vordere Fahrer nimmt eine bequeme Haltung ein. Gegenüber einem gewöhnlichen Tandem mit Diamantrahmen bestehen drei bedeutende Vorteile:
- beide Fahrer haben eine unbeschränkte Sicht
- der Kopf des hinteren Fahrers befindet sich bei kompakten Konstruktionen sehr nahe dem Kopf des vorderen Fahrers, so dass die Kommunikation zwischen beiden auch von starkem Wind nicht eingeschränkt wird
- wenn das Vorderrad wie beim Kurzlieger unter den Beinen des vorderen Fahrers platziert wird, ergibt sich durch kurzen Radstand und günstige Gewichtsverteilung eine Wendigkeit, die einem gewöhnlichen Rad näher kommt, als einem gewöhnlichen Tandem
- ein einzelner Fahrer kann das Stufentandem alternativ als Lastenrad einsetzen. Kompakte Transportgüter lassen sich auf dem Sitz des Beifahrers ohne besondere Vorrichtungen abstellen und fixieren.

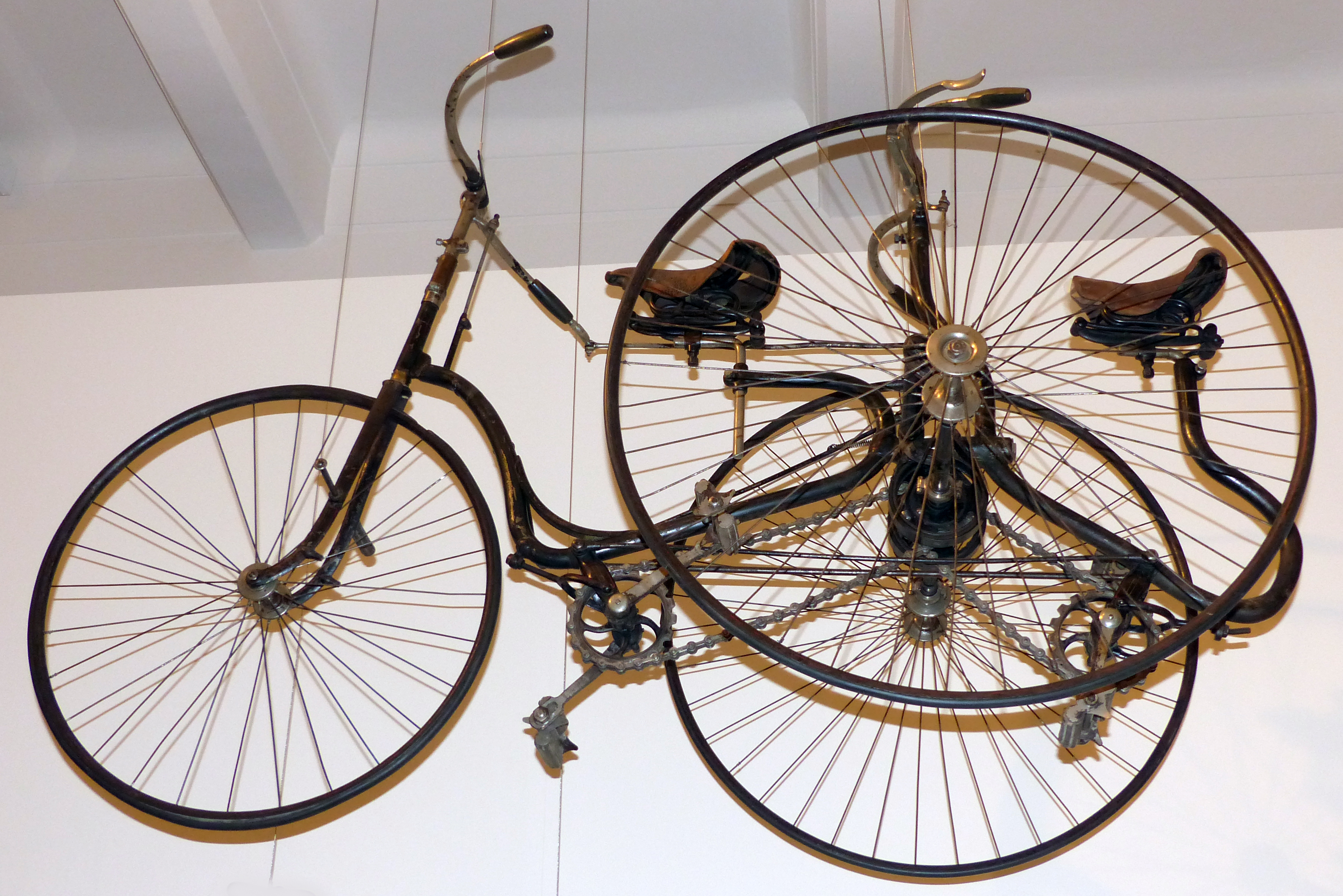
Doppelsitzdreirad von 1890 im Technischen Museum Wien

### Faltbare Tandems

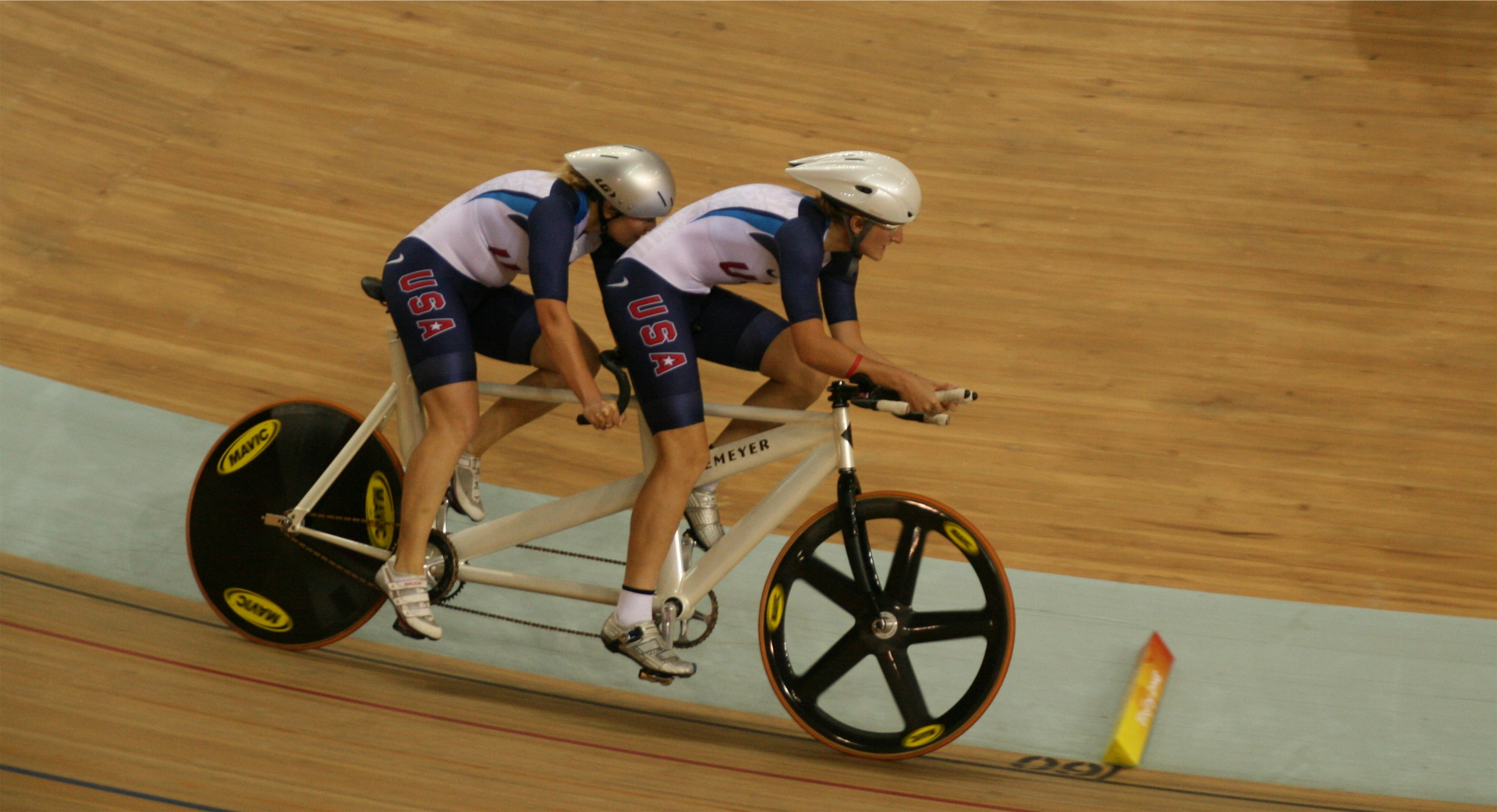
Tandem bei den Paralympischen Spielen 2008 in Peking

Aufgrund ihrer Länge benötigen Tandems beim Transport, etwa im Auto oder per Bahn, mehr Platz als gewöhnliche Fahrräder.
Für Einzelfahrräder dimensionierte Stellplätze reichen oft nicht aus; Dachgepäckträger benötigen in der Regel besonders verlängerte Radträger. Deshalb bieten viele Tandemhersteller teilbare Versionen ihrer Modelle an, wobei oft sogenannte S&S-Kupplungen zum Einsatz kommen.
Einige Hersteller haben sich auf den Bau kompakter Tandems mit 20"-Bereifung spezialisiert, z. B. baut Bike Friday in Oregon Falttandems, die in zwei handelsübliche große Schalenkoffer gepackt werden können. Das Spitzenmodell passt sogar in einen Fahrradkoffer. Ähnliche Technik ermöglicht auch den Umbau eines Tandems in ein dreisitziges Fahrrad und umgekehrt.

### Mountaintandems
Wie auch bei den Mountainbikes werden bei Mountaintandems Hardtail und Fully angeboten. Viele Tandemhersteller verbauten gekürzte Gabeln aus dem Downhillbereich, die der Mehrbelastung gewachsen sind.

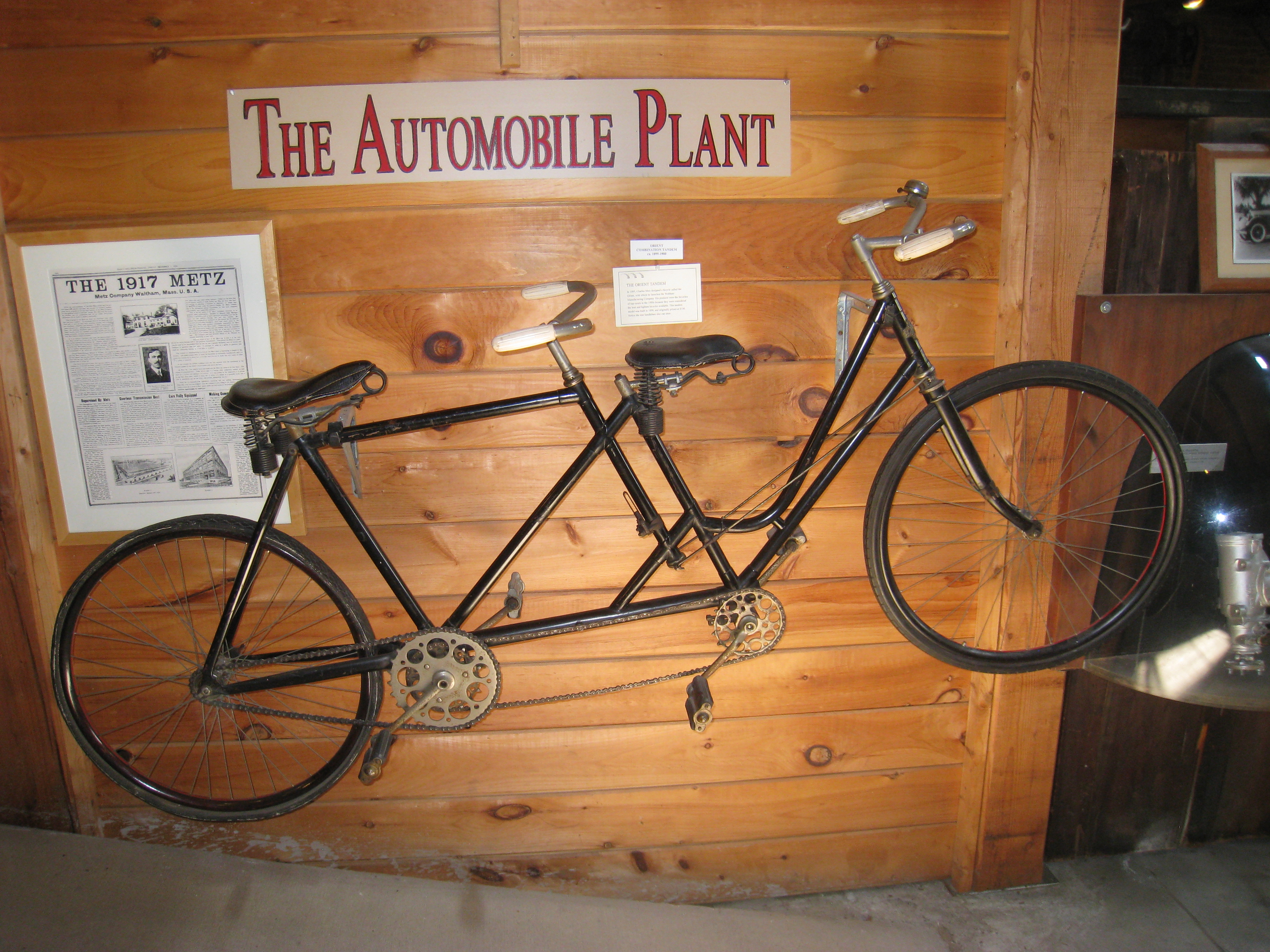
Historisches „Orient Combination Tandem“ der Waltham Mfg. Company von 1899

### Weitere Varianten
Tandems gibt es auch für mehr als zwei Personen. Tandems für drei Fahrer nennt man auch „Tridem“, „Triplett“ oder „Dreischnell“. Mit der Länge des Tandems sinkt allerdings die Stabilität des Rahmens, und die Belastung der Laufräder steigt. Daher sind Tandems ab vier Personen nicht für sportliche Benutzung und längere Strecken geeignet.
Auf dem „Nebeneinandem“ (Nebeneinander-Tandem), „Compagnion“, „Sociable“ sitzen beide Fahrer nebeneinander, manche Typen sind 3- bis 4-rädrig ausgeführt. Ein vorne-hinten-2-rädriges verlangt akrobatisches Können beim Anfahren. Beim nebeneinander-2-rädrigen Dicyclet von Fred Abels hängen beide Liegesättel samt Pedalerie unter der Verbindungsachse der zwei etwa 2 m hohen Antriebsräder. Gelenkt wird es durch Einbremsen des kurveninneren Rads, ermöglicht durch ein Differentialgetriebe.

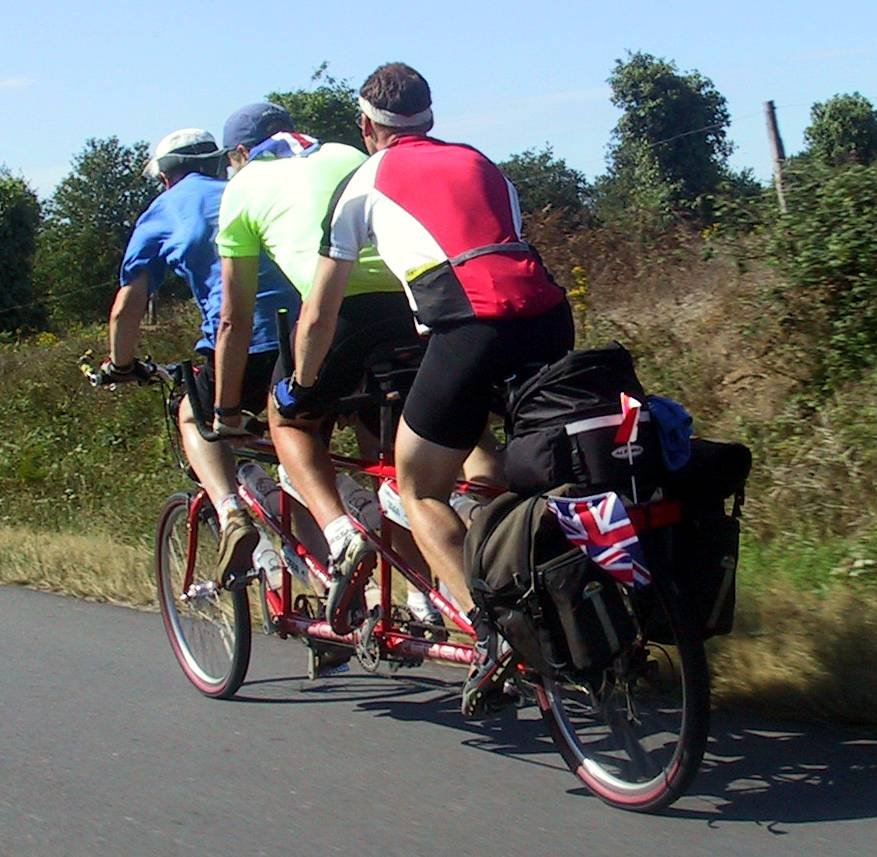
Tandem für drei Radfahrer

Buddybike wird ein Tandem genannt, das eine gemeinsame Lenkstange hat für (normalerweise) ein kleineres Kind vorne und einen Erwachsenen, der dicht dahinter sitzt. Oder zwei Lenker sind mit einem Gestänge verbunden. Das Kind, auch hier vorne, hat die kleinere Lenkstange.
Der oder die Stoker müssen nicht in Fahrtrichtung sitzen. Unter dem Namen ConferenceBike wird ein Fahrrad vertrieben, bei dem sieben Sättel im Kreis angeordnet sind. Alle treten mit und schauen zueinander. Bei den Back2Back genannten Liegerad-Tandems fährt der Stoker mit Sicht nach hinten, also Rücken an Rücken mit dem Kapitän, was aerodynamische Vorteile bringt. Das Janustandem gibt es auch für eine aufrechte Sitzposition, auch hier tritt der nach hinten sehende Hintermann vom Kurbeldrehsinn her nach vorne.

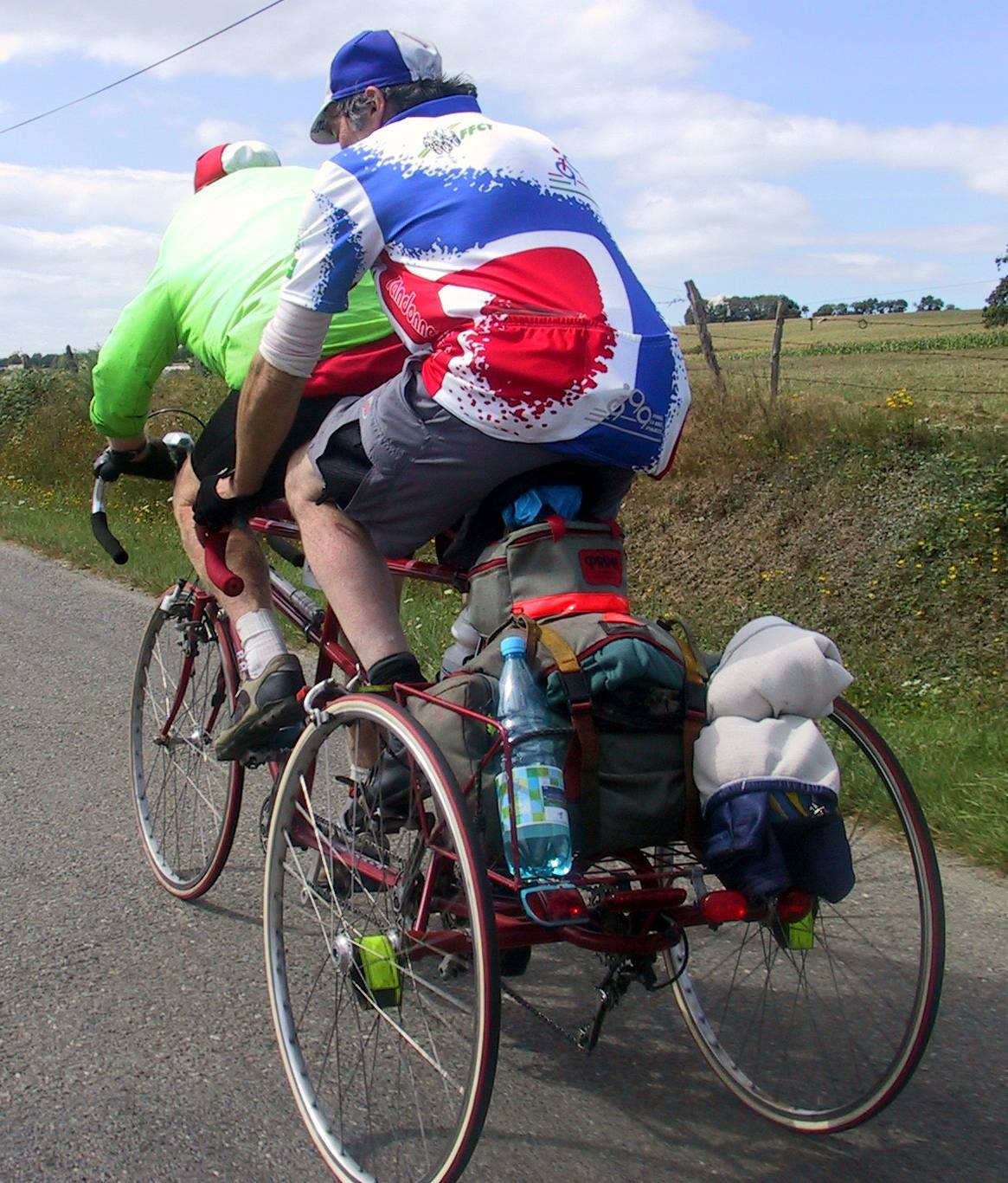
Tandem mit drei Rädern

Eine kompakte Bauform wird nicht nur durch Stufentandems erreicht, sondern auch durch die Verlegung des hinteren Sitzes auf oder hinter das Hinterrad, mit Tretkurbel auf der Hinterradnabe.
Eine Herstellerfirma ist Santana, die 1976 in Kalifornien gegründet wurde und Tandems auch mit 3 und 4 Plätzen baut, in der leichtesten Ausführung mit einem Titanrahmen mit knapp 24 bzw. 33 kg Gewicht ohne Pedale. Spezialität ist die Zerlegbarkeit des Rahmens für den Transport und das flexible Erweitern um einen Mittelplatz.

### E-Bike-Varianten
Seit dem 21. Jahrhundert gibt es auch zahlreiche dieser bisher oben aufgeführten Variationen als E-Bike.

## Fahrradtechnik
Aufgrund der höheren Belastung müssen die tragenden Teile eines Tandems besonders stabil sein. Besonders leicht und dennoch stabile Rahmen werden aus konifizierten Rohren gefertigt und sind in unterschiedlichen Größen erhältlich. Die Laufräder sind häufig mit 40 oder 48 Speichen ausgestattet. Bei den Bremsen sind hydraulisch betätigte Scheibenbremsen mit großen Scheiben verbreitet, die auch beim Downhill-Sport mit Mountainbikes eingesetzt werden.
Meist werden die beiden Tretkurbelgarnituren über eine Synchronkette verbunden, welche über gleich große Kettenblätter miteinander verbunden ist. Die Synchronkette verläuft üblicherweise auf der linken Seite des Rahmens. Sofern am hinteren Tretlager kein Umwerfer verwendet wird, kann die Synchronkette auch rechts verlaufen.
Die Pedale der beiden Fahrer befinden sich meistens in derselben Stellung, da es sonst beim Treten zu unangenehmen Schwingungsbewegungen kommen kann. Eine versetzte Stellung der Pedale bietet jedoch den Vorteil, dass der Totpunkt der beiden Kurbeln nicht gleichzeitig auftritt, wodurch ein gleichmäßigerer Antrieb erreicht und Drehmomentspitzen vermieden werden können. Bei Tripletts sind die Pedale der drei Fahrer üblicherweise leicht versetzt angeordnet.

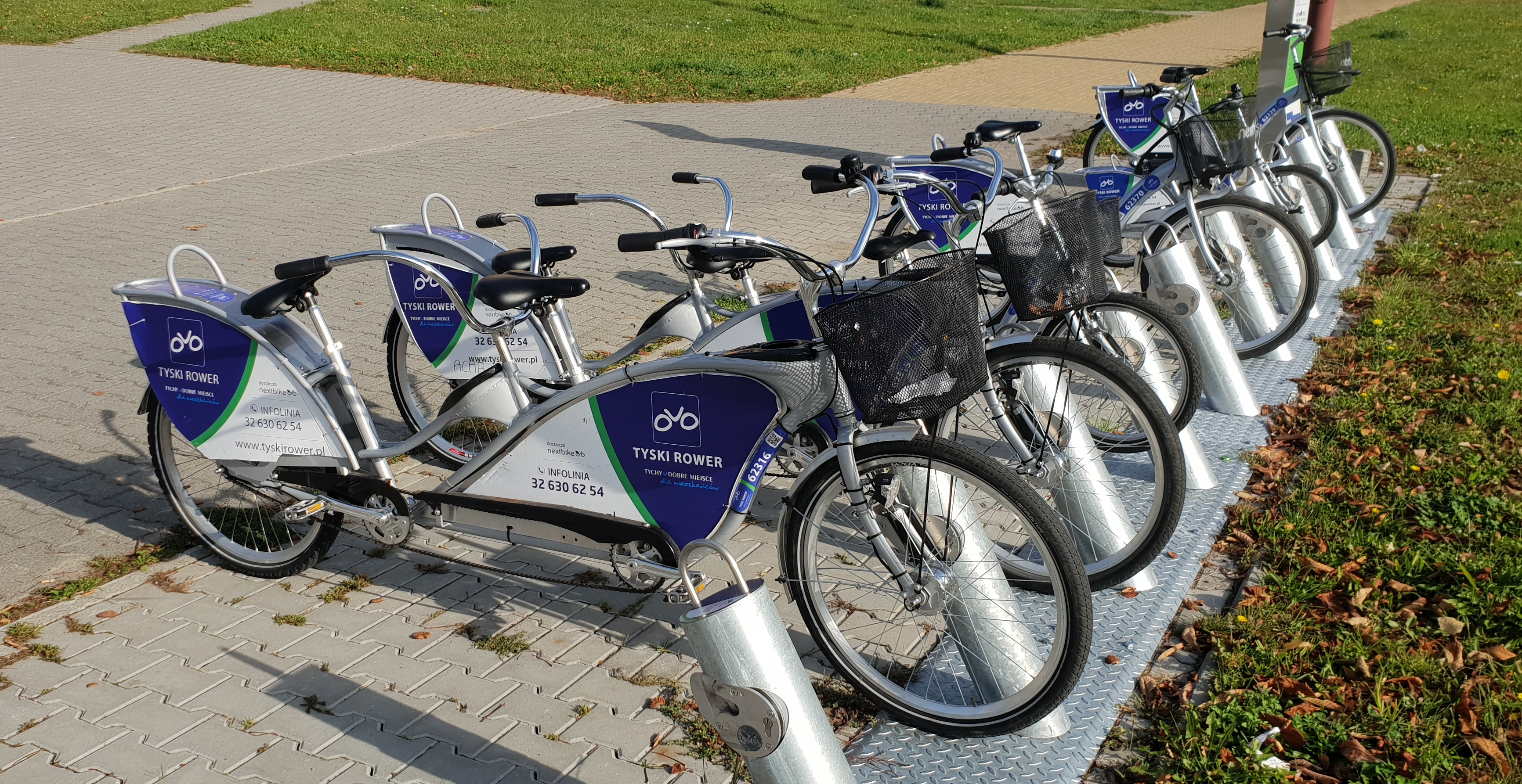
Öffentlich ausleihbare Tandems im polnischen Tychy

## Rekorde und Wettbewerbe
- Das längste Tandem (41,42 m) wurde 2015 in Adelaide, Australien, gebaut.[10]
- Zwei Deutsche halten den Rekord für das kleinste fahrbare Tandem.

Von 1908 bis 1972 war Tandemrennen Teil des Programms bei Olympischen Spielen. Bis 1994 war es eine Disziplin bei Bahnradsport-Weltmeisterschaften. Im Paracycling können sich blinde Radfahrer von einem sehenden Piloten auf dem Tandem lenken lassen.

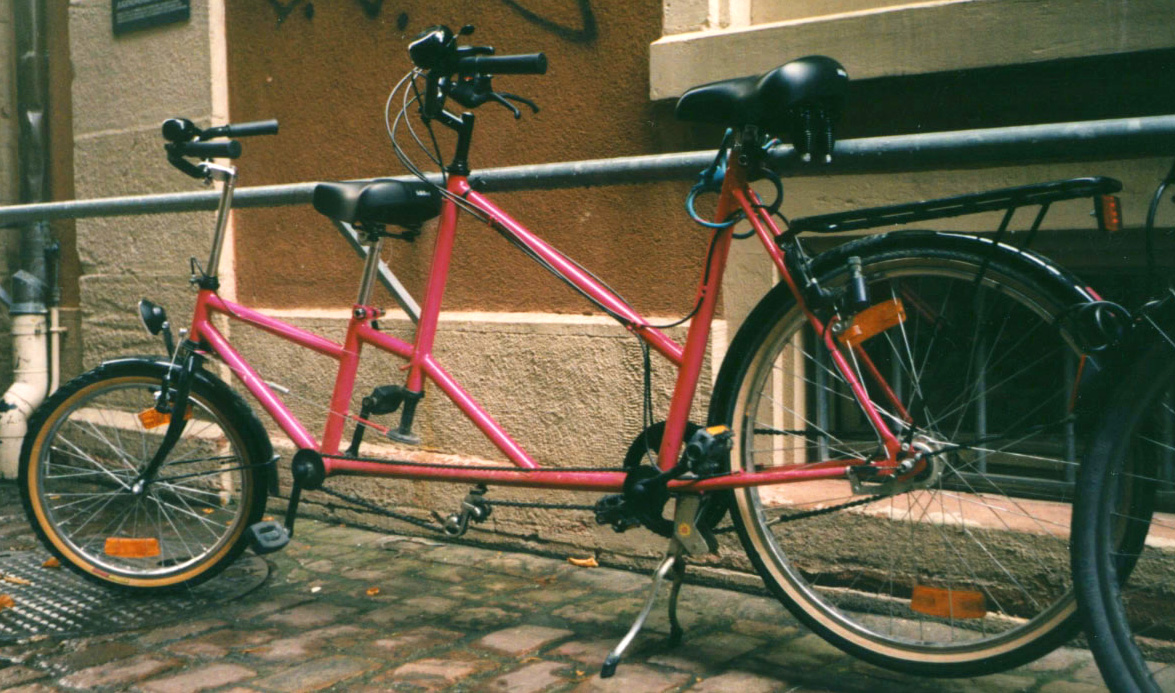
Tandem, bei dem sowohl Captain als auch Stoker lenken können